# Montépreux
Montépreux is een gemeente in het Franse departement Marne (regio Grand Est) en telt 40 inwoners (2009). De plaats maakt deel uit van het arrondissement Châlons-en-Champagne.

## Geografie
De oppervlakte van Montépreux bedraagt 14,0 km², de bevolkingsdichtheid is dus 2,9 inwoners per km².
De onderstaande kaart toont de ligging van Montépreux met de belangrijkste infrastructuur en aangrenzende gemeenten.

## Demografie
Onderstaande figuur toont het verloop van het inwonertal (bron: INSEE-tellingen).